# Baroy

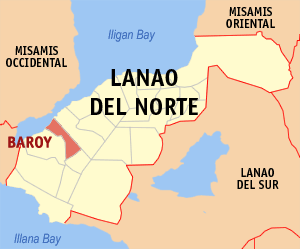
Bản đồ Lanao del Norte với vị trí của Baroy

Baroy là một đô thị hạng 4 ở tỉnh Lanao del Norte, Philippines. Theo điều tra dân số năm 2007, đô thị này có dân số 21.430 người.

## Các đơn vị hành chính
Baroy được chia ra 23 barangay.
| - Andil - Bag-ong Dawis - Baroy Daku - Bato - Cabasagan - Dalama - Libertad - Limwag - Lindongan - Maliwanag - Manan-ao - Pange | - Pindolonan - Poblacion - Princesa - Raw-an Point - Riverside - Sagadan (Sagadan Lower) - Salong - Tinubdan - Sagadan Upper - San Juan - Santo Niño Village |